# Eugène Olivier
Eugène Victor Olivier (Parigi, 17 settembre 1881 – Parigi, 5 maggio 1964) è stato uno schermidore francese, vincitore di una medaglia d'oro ed una di bronzo nella scherma ai giochi olimpici.